# Artistic License
La Artistic License (version 1.0) es una licencia utilizada para ciertos paquetes de software libre o de código abierto, destacando la implementación estándar del lenguaje de programación Perl y la mayoría de módulos CPAN, que están bajo doble licencia: Artistic License y GNU General Public License (GPL).

## Historia

### Artistic License 1.0
La Artistic License original fue escrita por Larry Wall. El nombre de la licencia hace referencia al concepto de "licencia artística".
Que la Artistic License original sea o no una licencia de software libre es, en gran parte, inestable. Fue criticada por la Free Software Foundation por ser "demasiado vaga; algunas partes son demasiado ingeniosas para su propio bien y su significado no está claro". La Free Software Foundation también ha llamado explícitamente licencia no-libre a la Artistic License. La FSF recomendó que la licencia no sea utilizada por sí sola, pero aprueba el enfoque común de doble licencia AL/GPL para proyectos en Perl.
Como respuesta a esto, Bradley Kuhn, quien más tarde trabajó para la Free Software Foundation, hizo un cambio mínimo en la redacción para clarificar las partes ambiguas. Eso fue publicado como Clarified Artistic License y aprobado por la FSF. Lo utilizan el Paros Proxy, el conjunto de herramientas JavaFBP y el NcFTP.
Los términos de la Artistic License 1.0 entraron en discusión en una decisión del juzgado del distrito federal de Estados Unidos (Jacobsen vs, Katzer), en el cual se sugería que una licencia del tipo de software libre y de código abierto solo puede ser ejecutada por ley contractual en lugar de a través de ley de copyright, en contextos en los que la ruptura del contrato sea difícil de establecer.  Como recurso, un juzgado de apelación federal "determinó que los términos de la Artistic License son condiciones de copyright ejecutables". El caso fue remitido al Juzgado del Distrito, que no aplicó los mismos criterios que el juzgado superior (sobre la base de que durante el interludio el Tribunal Supremo cambió la ley aplicable).[cita requerida] Sin embargo, esto dejó inalterable el descubrimiento de que una licencia libre y de código abierto tiene, no obstante, valor económico.[cita requerida]

### Artistic License 2.0
En respuesta al proceso de request for comments (RFC) para mejorar la situación de licenciar para Perl 6, el borrador de Kuhn fue extensamente reescrito por Roberta Cairney y Allison Randall para mayor legibilidad y claridad legal, con entrada para la comunidad de Perl. Esto dio como resultado la Artistic License 2.0, que fue aprobada como una licencia tanto de software libre como de código abierto
La Artistic License 2.0 también destaca por excelente nivel de compatibilidad de licencia con otras licencias de software libre y de código abierto debido a una cláusula de relicenciación, una propiedad de la que carecen licencias como la GPL.
- Original

You may Distribute your Modified Version as Source (either gratis or for a Distributor Fee, and with or without a Compiled form of the Modified Version) [...] provided that you do at least ONE of the following:
[...]
(c) allow anyone who receives a copy of the Modified Version to make the Source form of the Modified Version available to others under
(i) the Original License or

(ii) a license that permits the licensee to freely copy, modify and redistribute the Modified Version using the same licensing terms that apply to the copy that the licensee received, and requires that the Source form of the Modified Version, and of any works derived from it, be made freely available in that license fees are prohibited but Distributor Fees are allowed.

- Traducción

Puedes distribuir tu versión modificada como código fuente (ya sea gratis o por Tasa de Distribución, con o sin versión compilada de la versión modificada) [...] siempre que cumplas al menos una de las siguientes condiciones:
[...]
(c) permitir que cualquiera que reciba una copia de la Versión Modificada para hacer una forma Fuente de la Versión Modificada disponible para otros bajo
(i) la Licencia Original o

(ii) una licencia que permita al concesionario de la licencia copiar libremente, modificar o redistribuir la Versión Modificada usando los mismos términos de licencia que se aplican a la copia que el concesionario recibió, y requiere que la forma Fuente de la Versión Modificada, o cualquiera de los trabajos derivados a partir de la misma, se prohíba la disponibilidad gratuita en esas tasas de licencia pero que en las Tasas de Distribuidor esté permitido.

Esto ha sido adoptado por algunas de las implementaciones de Perl 6 y ha sido usado por la máquina virtual Parrot desde la versión 0.4.13. También es utilizado por el emulador SNEeSe, que inicialmente estaba licenciado bajo la Clarified Artistic License.
La OSI recomienda que todos los desarrolladores y proyectos que licencien sus productos con la Artistic License adopten la Artistic License 2.0.